# Emmanuel Ekanem Consider
Emmanuel Ekanem Consider (* 1. Dezember 2004) ist ein nigerianischer Leichtathlet, der sich auf den Sprint spezialisiert hat. 2024 siegte er mit der nigerianischen 4-mal-100-Meter-Staffel bei den Afrikaspielen in Accra.

## Sportliche Laufbahn
Erste internationale Erfahrungen sammelte Emmanuel Ekanem Consider im Jahr 2024, als er bei den Afrikaspielen in Accra in 10,42 s den vierten Platz im 100-Meter-Lauf belegte und mit der nigerianischen 4-mal-100-Meter-Staffel in 38,41 s gemeinsam mit Israel Okon Sunday, Alaba Akintola und Usheoritse Itsekiri die Goldmedaille gewann. Zudem gewann er im 200-Meter-Lauf in 20,80 s die Bronzemedaille hinter dem Ghanaer Joseph Paul Amoah und Claude Itoungue Bogognie aus Kamerun.

## Persönliche Bestleistungen
- 100 Meter: 10,20 s (+0,9 m/s), 27. Januar 2024 in Lagos
- 200 Meter: 20,43 s (+1,1 m/s), 18. Februar 2024 in Asaba